# Melgar de Fernamental (kommunhuvudort)
Melgar de Fernamental är en kommunhuvudort i Spanien.   Den ligger i provinsen Provincia de Burgos och regionen Kastilien och Leon, i den norra delen av landet, 230 km norr om huvudstaden Madrid. Melgar de Fernamental ligger 804 meter över havet och antalet invånare är 1 932.
Terrängen runt Melgar de Fernamental är platt. Runt Melgar de Fernamental är det mycket glesbefolkat, med 6 invånare per kvadratkilometer. Melgar de Fernamental är det största samhället i trakten. Trakten runt Melgar de Fernamental består till största delen av jordbruksmark.